# Anna Bergendahl
Anna Henrietta Bergendahl (11. prosinca 1991., Hägersten, Stockholm, Švedska) je švedska pjevačica. Slavu je stekla u švedskom talent showu Idol 2008. gdje je osvojila 5. mjesto. 2009. potpisuje ugovor s Lionheart Records te sljedeće godine objavljuje album prvijenac 'Yours Sincerely'. Dvije godine kasnije počinje raditi s Larryjem Kleinom, osvajačem Grammy nagrade, te objavljuje novi album 'Something To Believe In'.

### Melodienfestivalen 2010. i Eurosong
15. svibnja 2010. je ušla na Melodienfestivalen s pjesmom "This is my Life", kvalifikacijama za Pjesmu Eurovizije 2010.

## Diskografija

### Albumi
- 21. travnja 2010. - "Yours Sincerely"
- 10. listopada 2012. - "Something To Believe In"

### Singlovi
| Godina          | Naslov | Album                   |
| --------------- | ------ | ----------------------- |
| This Is My Life | 2010   | Yours Sincerely         |
| The Army        | 2010   | Yours Sincerely         |
| Live And Let Go | 2012   | Something To Believe In |
| Fun             | 2013   | Something To Believe In |
| I Hate New York | 2013   | Something To Believe In |

## Vanjske poveznice
- Službene stranice